# Ferdinand Thomas (Widerstandskämpfer)
Ferdinand Thomas (* 30. April 1913 in Heidelberg; † 20. November 1944 in Brandenburg-Görden) war ein deutscher Widerstandskämpfer gegen das NS-Regime.

## Leben

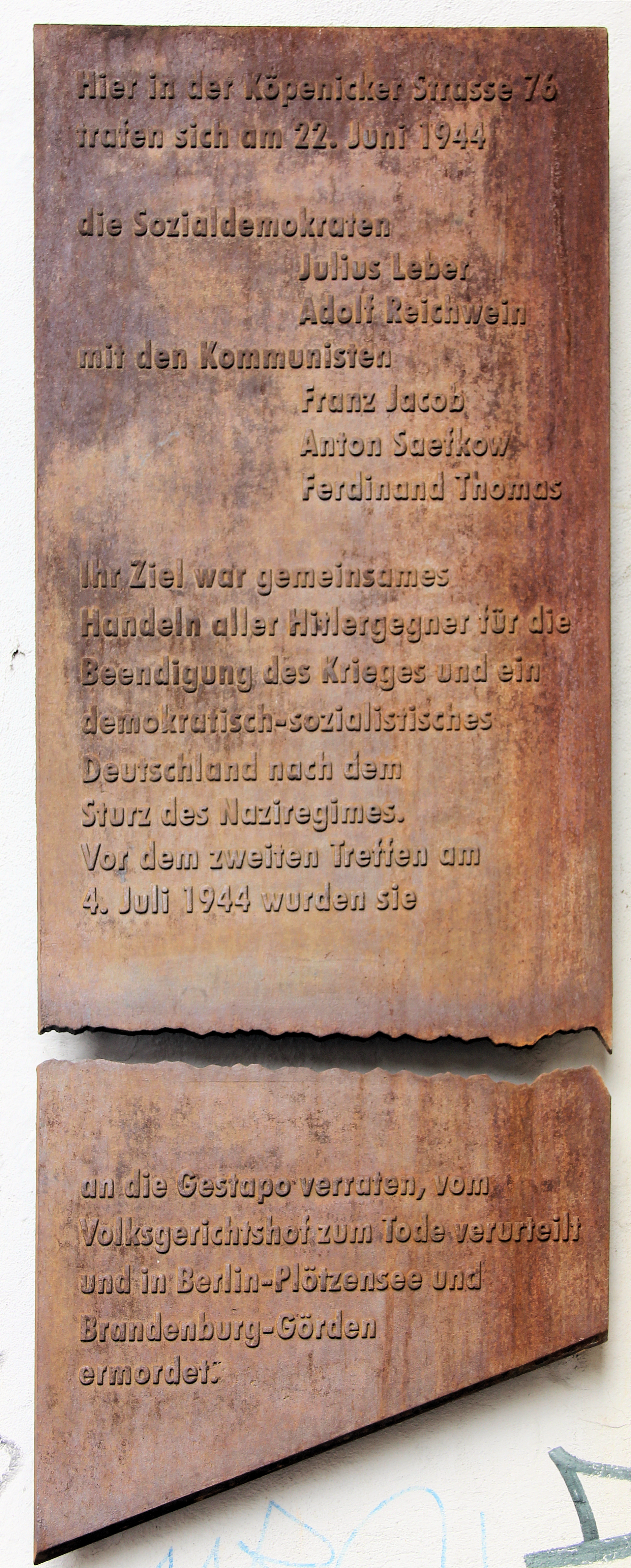
Gedenktafel am Haus Köpenicker Straße 76, in Berlin-Mitte

Thomas wurde bereits als Jugendlicher politisch aktiv. Seine Eltern, der Redakteur Otto (1886–1930) und Gertrude Thomas, waren Mitglied der KPD. Thomas wuchs in München auf, in Jena besuchte er eine Oberrealschule und wurde Mitglied des Jung-Spartakusbundes. Gemeinsam mit Magnus Poser war er in einer Gruppe des KJVDs. Durch die Kontakte seiner Eltern lernte er Fritz Bernt und Emil Wölk kennen. 1929 zog er mit seiner Familie nach Berlin und begann ein Studium der Nationalökonomie an der Friedrich-Wilhelms-Universität, von der er wegen seiner Aktivitäten in der Kommunistischen Studentenfraktion (KoStuFra) 1933 relegiert wurde. Er schloss sich der nun bereits in den Untergrund gedrängten KPD an und beteiligte sich am Widerstand gegen die Koalitionsregierung aus NSDAP, DNVP und nationalkonservativen Politikern, die am 30. Januar 1933 gebildet worden war.
Drei Jahre lang war Thomas insbesondere als Kurier der KPD-Bezirksleitung Berlin-Brandenburg aktiv.
Im Mai 1936 wurde er von der Gestapo verhaftet und wegen Vorbereitung zum Hochverrat zu einer dreijährigen Zuchthausstrafe verurteilt. Die Haftzeit verbrachte er im Zuchthaus Brandenburg und im Strafgefangenenlager Dessau-Roßlau. Nach der Haftentlassung erhielt er eine Anstellung bei der Maschinenfabrik Grauel & Co.
Nach den NS-Rassengesetzen galt Thomas wegen seiner Mutter, die ins Ghetto Theresienstadt deportiert worden war, als „Mischling 1. Grades“.
Wegen seines „unabhängigen, anti-stalinistischen Denkens“ hatte Thomas im Widerstand Kontakte weit über die der KPD nahestehenden Kreise hinaus auch zu Sozialdemokraten und gewerkschaftlichen Widerständlern. Durch Fritz Bernt erhielt er Kontakt zu Adolf Reichwein. In dessen Auftrag stellte Thomas 1944 über Fritz Emrich, Judith Auer und Magnus Poser eine Verbindung zur KPD-Inlandsleitung um Franz Jacob und Anton Saefkow her. Daraus entstanden die Verbindung und das erste Treffen Anton Saefkows und Franz Jacobs mit Adolf Reichwein und Julius Leber am 22. Juni. Da Saefkows Adjutant und „Abwehr“-beauftragter Ernst Rambow ein Gestapo-Spitzel war, durch dessen Denunziation zuvor bereits Bernhard Bästlein verhaftet worden war, führte das nächste Treffen am 4. Juli auch zur Verhaftung von Saefkow, Jacob, Reichwein und Leber. Am 19. Juli 1944 wurde auch Thomas verhaftet. Am 4. Oktober 1944 wurde er vom 1. Senat des Volksgerichtshofs unter dem Vorsitz des Landgerichtsdirektors Martin Stier zum Tod verurteilt und am 20. November 1944 im Zuchthaus Brandenburg mit dem Fallbeil enthauptet.

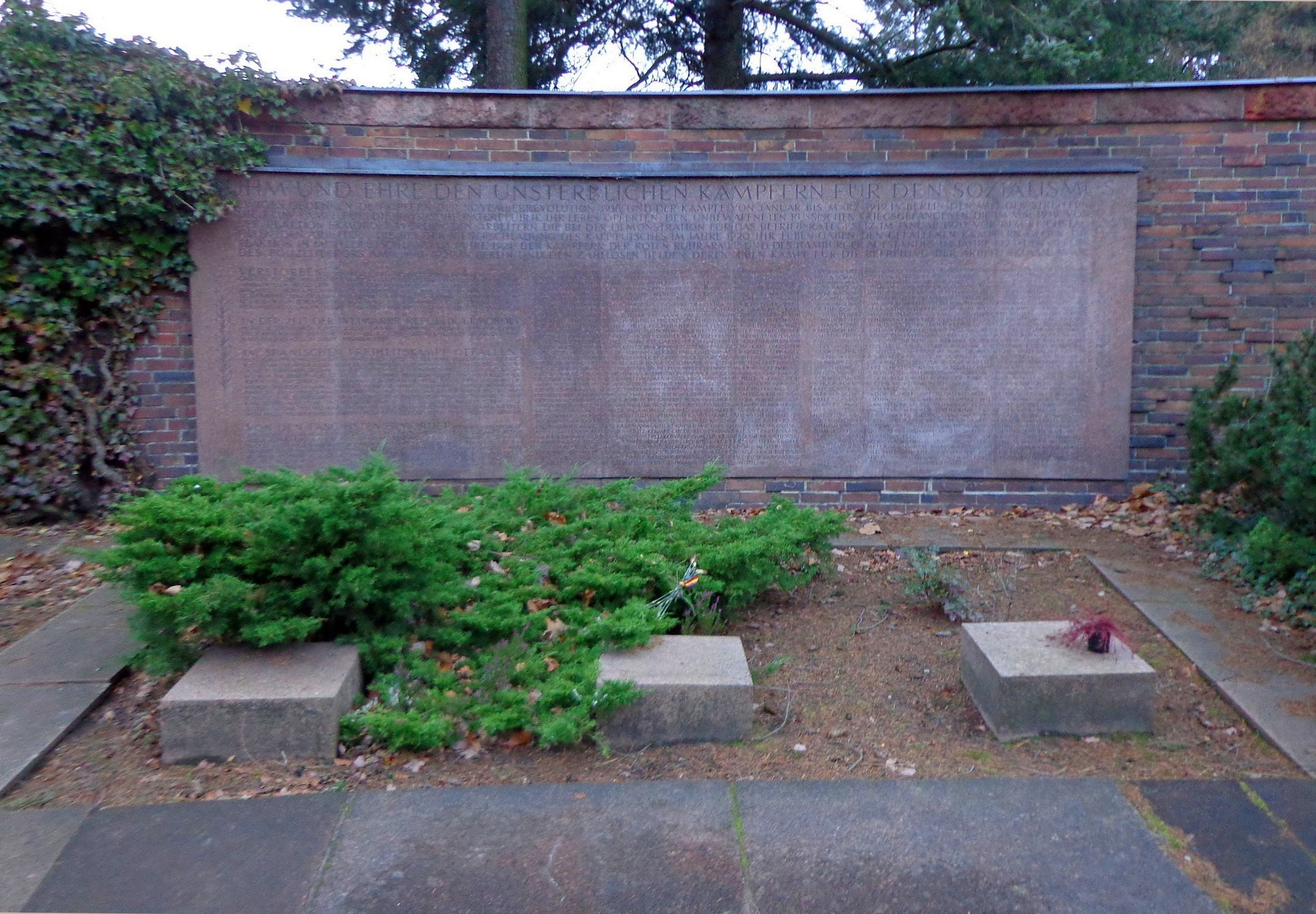
Gedenkstätte der Sozialisten, Porphyr-Gedenktafel an der Ringmauer mit Urnensammelgrab

Nach der Hinrichtung wurde sein Leichnam im Krematorium Brandenburg verbrannt. Im Jahr 1946 wurden zahlreiche Urnen mit der Asche von in der Zeit des Nationalsozialismus hingerichteten Widerstandskämpfern aus den damaligen Berliner Bezirken Lichtenberg, Kreuzberg und Prenzlauer Berg auf den Zentralfriedhof Friedrichsfelde überführt, von denen besonders viele im Zuchthaus Brandenburg-Görden enthauptet worden waren. Ihre sterblichen Überreste fanden schließlich in der 1951 eingeweihten Gedenkstätte der Sozialisten (Urnensammelgrab bei der großen Porphyr-Gedenktafel auf der rechten Seite der Ringmauer) ihren endgültigen Platz. Neben Ferdinand Thomas erhielten auf diese Weise auch viele andere Widerstandskämpfer eine würdige Grabstätte und einen Gedenkort.

## Ehrungen
- Das Studentenwerk Berlin benannte ein Wohnheim in Berlin-Lichtenberg nach Ferdinand Thomas
- Eine Gedenktafel für Ferdinand Thomas in der Schönhauser Allee 134b wurde 1995 entfernt. Die Hauseigentümer erstatteten daraufhin eine Strafanzeige wegen Diebstahls.